# Amenemhet IV.
Amenemhet IV. (auch Amenemhat) war ein altägyptischer König (Pharao) der 12. Dynastie (Mittleres Reich), welcher etwa neun Jahre (1819/1802 bis 1810/1793 v. Chr.) regierte.

## Herkunft und Familie
Amenemhet IV. war der Sohn und Nachfolger von Amenemhet III. Seine Mutter hieß Hetepti. Königin Nofrusobek war vermutlich seine Schwestergemahlin.

## Herrschaft
Er war vermutlich für kurze Zeit Mitregent seines Vaters Amenemhet III. Im Turiner Königspapyrus wird die Dauer seiner Regentschaft mit neun Jahren, drei Monaten und 27 Tagen angegeben. Die höchste inschriftliche Datierung mit dem neunten Regierungsjahr wurde auf dem Sinai gefunden. Ein zehntes Regierungsjahr nach dem Illahun-Papyrus ist nicht gesichert. Während seiner Regierung unternahm Amenemhet IV. vier Expeditionen in den Sinai, die durch Bautätigkeiten und in Inschriften in Serabit el-Chadim belegt sind. Eine weitere ist in das Wadi el-Hudi nachzuweisen.
Aus den Regierungsjahren fünf bis sieben sind drei Nilstandsmarken aus Kumma überliefert. Seine Nachfolgerin ist Nofrusobek, wobei eine Mitregentschaft mit ihrem Mann nicht belegt ist.

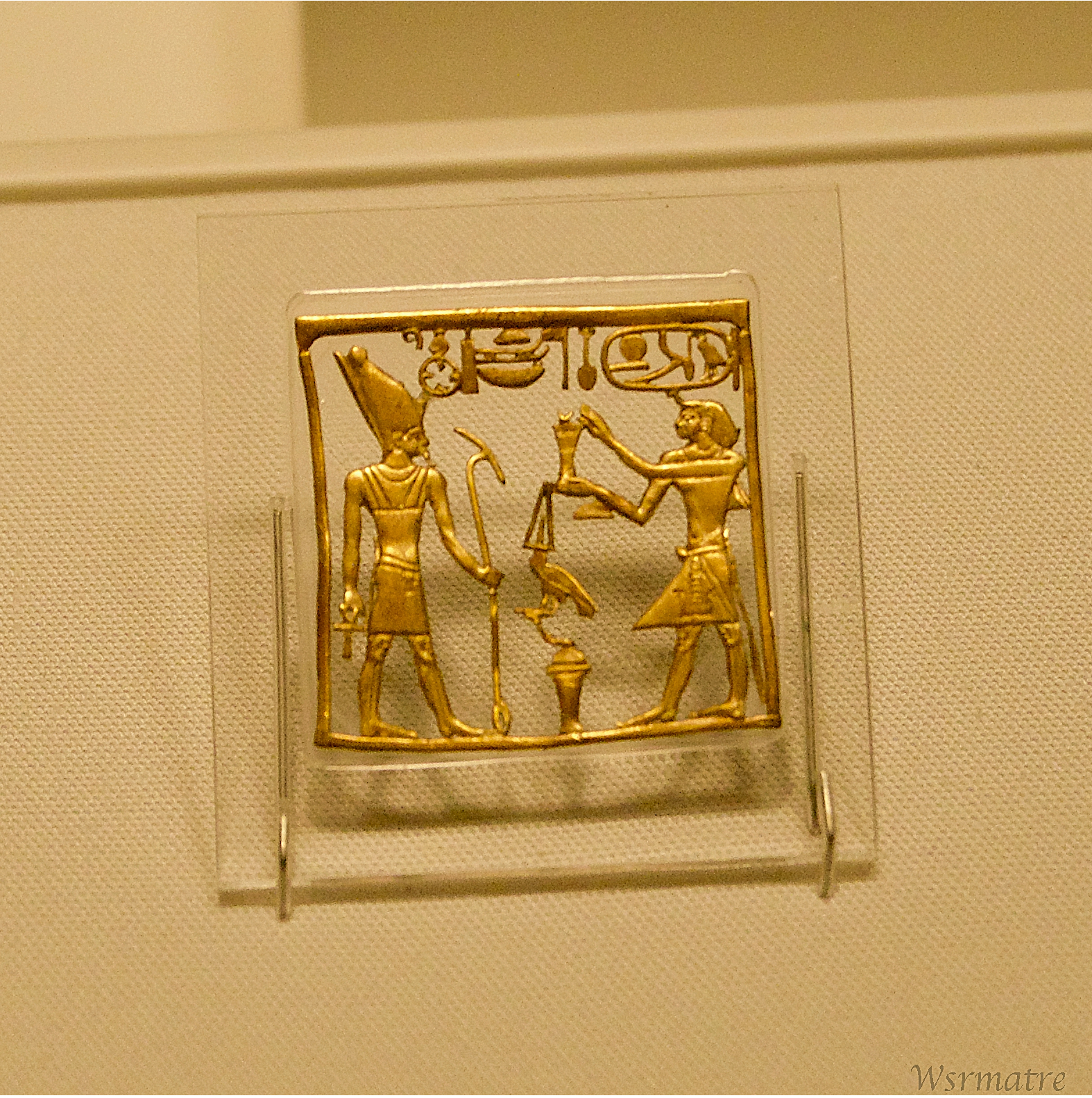
Eine durchbrochene Goldplakette zeigt König Maa-cheru-Re (Amenemhat IV.), der dem Gott Atum eine Vase mit Salbe anbietet. Gefunden im Libanon: Berg Libanon (Gouvernement); Bezirk Jbeil; Byblos, heute im Bestand des British Museum; Inventarnummer EA 59194.

## Bautätigkeiten
In seiner etwa zehnjährigen Regierungszeit hat Amenemhet IV. einige Bauwerke seines Vaters Amenemhet III. fertiggestellt, so auch den Tempel von Medinet Madi. Eine Pyramide konnte ihm nicht eindeutig zugeordnet werden. Einige Ägyptologen glauben jedoch, dass die südliche der beiden Pyramiden von Masghuna für ihn bestimmt war, da sie in ihren Grundzügen der Pyramide seines Vaters in Hawara ähnlich ist. Zudem ließ er den Querraum und Portikus des von Amenemhet III. begonnenen Tempels für die Gottheiten Renenutet und Sobek in Medinet Madi dekorieren.